# Society for Social Studies of Science
La Society for Social Studies of Science (souvent désignée par l'abréviation: 4S) (« Société pour l'étude sociale des sciences ») est une association universitaire sans but lucratif qui rassemble des chercheurs en études des sciences et technologies. Fondée en 1975, son siège est situé au département de sociologie de l'université de la Louisiane. En 2008, elle compte internationalement plus de 1 200 membres. 
La charte de la 4S a été rédigée en 1975 et son premier président fut le sociologue des sciences Robert K. Merton. 
L'association publie la revue académique Science, Technology, & Human Values et organise une conférence annuelle qui rassemble des centaines d'universitaires appartenant à diverses disciplines telles les Science and technology studies (STS), la sociologie des sciences, les science studies, l'histoire des sciences, la philosophie des sciences, l'anthropologie des sciences, l'économie, les sciences politiques, etc. On y rencontre aussi des praticiens et des scientifiques. 
Pour récompenser le meilleur livre dans le domaine des STS, la société attribue annuellement le prix Ludwik-Fleck (Fleck étant considéré comme un important précurseur de l'épistémologie constructiviste et de la démarche adoptée dans la sociologie des sciences et de la connaissance scientifique). Elle attribue également le Rachel Carson Prize pour un ouvrage consacré à une étude socio-politique, le John Desmond Bernal Prize pour la personne s'étant distinguée par une contribution importante dans les domaines couverts par 4S et le Nicholas C. Mullins Award, un prix d'excellence pour un étudiant dans le domaine des Science and technology studies. 
En 2007, le président de la société était Susan Leigh Star, puis Michael Lynch. Bruno Latour en fut également l'un des derniers présidents. La société est dirigée par un conseil de neuf personnes incluant le président.

## Quelques membres connus
- Wiebe Bijker
- Michel Callon
- Harry Collins
- Donna Haraway
- Karin Knorr Cetina
- Trevor Pinch
- Sal Restivo
- Steven Shapin
- Steve Woolgar